# فهرست امپراتریس‌های مقدس روم

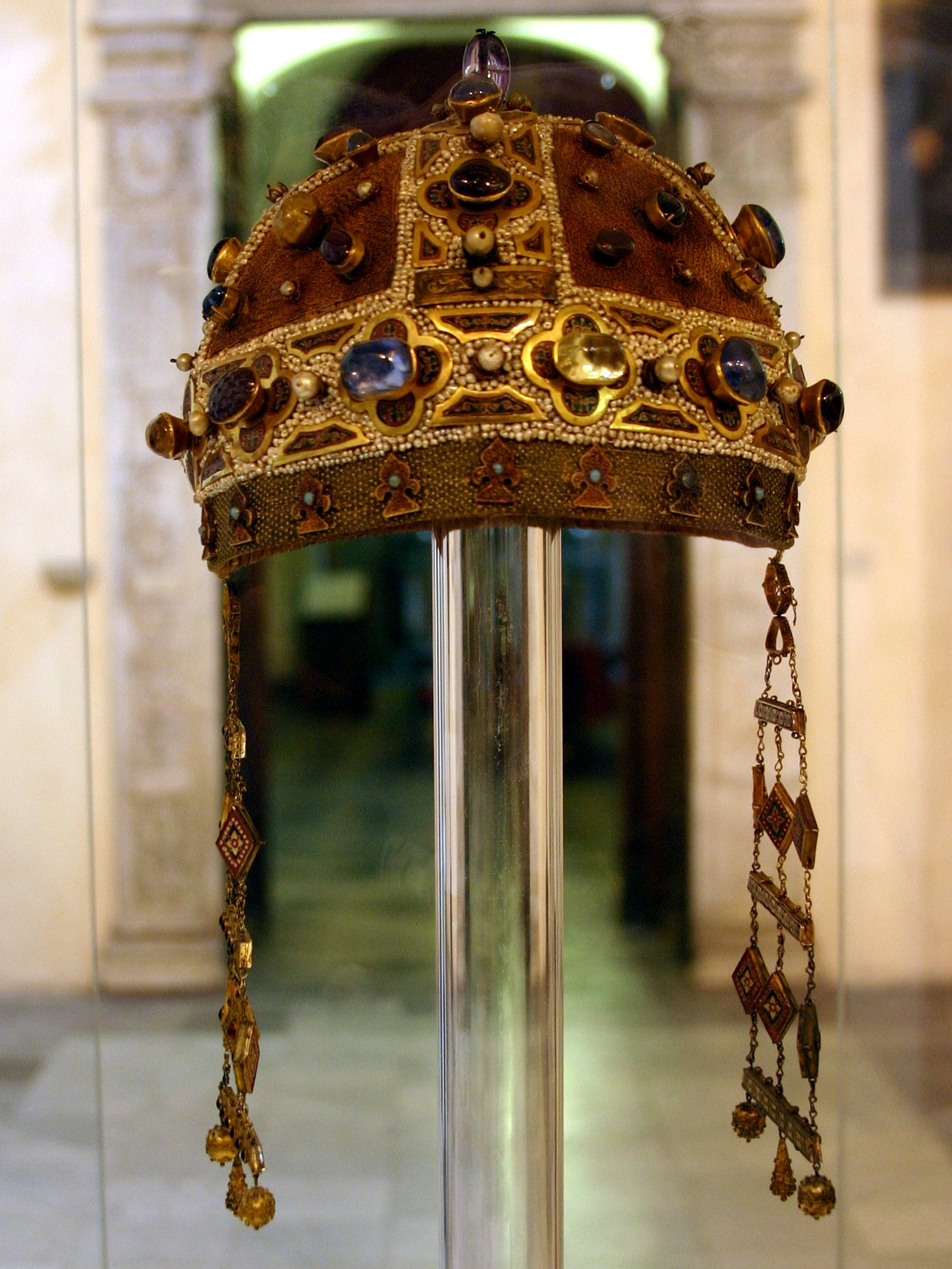
تاج کنستانس آراگون، امپراتریس مقدس روم و ملکه رومن‌ها

«امپراتریس مقدس روم» یا «امپراتریس امپراتوری مقدس روم» (به آلمانی: Kaiserin des Heiligen Römischen Reiches) همسر یا بیوه امپراتور مقدس روم بود. شأن انتخابی امپراتور مقدس روم فقط به مردان محدود می‌شد، اما برخی از امپراتریس‌ها، مانند تئوفانو و ماریا ترزا حاکمان بالفعل امپراتوری بودند.

## امپراتریس‌های مقدس روم
قبل از ۹۲۴، عنوان امپراتور همیشه با پادشاهی آلمان مرتبط نبود. بلکه در ابتدا با دودمان کارولنژی مرتبط بود و سپس توسط چندین شخصیت دیگر در قرن ۹ و ۱۰ تسخیر شد؛ بنابراین همسران آنها امپراتریس بودند، اما نه لزوماً ملکه آلمان.

### کارولنژی‌ها
| تصویر | نام                                               | پدر (خاندان)                                                     | تولد   | ازدواج        | تاریخ ملکه شدن                                         | تاریخ امپراتریس شدن                                                                      | لغو مقام                                                                                           | مرگ                | همسر                         |
| ----- | ------------------------------------------------- | ---------------------------------------------------------------- | ------ | ------------- | ------------------------------------------------------ | ---------------------------------------------------------------------------------------- | -------------------------------------------------------------------------------------------------- | ------------------ | ---------------------------- |
|       | هسبائه ارمنگارد ملکه فرانک‌ها، امپراتریس           | اینگرام ، کنت هسبای (روبرتیان)                                   | ج. ۷۷۸ | ۷۹۴/۷۹۵       | ملکه آکیتن ۷۹۴/۷۹۵ ملکه فرانک‌ها ۲۸ ژانویه ۸۱۴          | ۸۱۳ شوهر به عنوان امپراتور با پدرش / ۲۸ ژانویه ۸۱۴ شوهر به عنوان یگانه امپراتور          | ۳ اکتبر ۸۱۸                                                                                        | ۳ اکتبر ۸۱۸        | لوئی یکم                     |
|       | یودیت باواریایی ملکه فرانک‌ها، امپراتریس           | ولف ، کنت آلتدورف (ولف‌ها)                                        | ۷۹۷    | ۸۱۹           | ۸۱۹                                                    | ۸۱۹                                                                                      | ۲۰ ژوئن ۸۴۰ مرگ شوهر                                                                               | ۱۹/۲۳ آوریل ۸۴۳    | لوئی یکم                     |
|       | ارمنگارد ملکه ایتالیا و فرانک‌های میانه، امپراتریس | هیو ، کنت تورها (اتیکونیدها)                                     | ?      | ۸۲۱           | ملکه ایتالیا ۱۷ آوریل ۸۱۸ ملکه فرانک میانی اوت ۸۴۳     | ۸۲۱ شوهر به عنوان امپراتور با پدرش / ۲۰ ژوئن ۸۴۰ شوهر به عنوان امپراتور یگانه            | ۸۵۱                                                                                                | ۸۵۱                | لوتار یکم                    |
|       | انگلبرگا از پارما ملکه ایتالیا، امپراتریس         | آدلچیس یکم ، کنت پارما (سوپونیدها)                               | ?      | ۵ اکتبر ۸۵۱   | ملکه ایتالیا ۵ اکتبر ۸۵۱                               | ۵ اکتبر ۸۵۱ شوهر به عنوان امپراتور با پدرش / ۲۳ سپتامبر ۸۵۵ شوهر به عنوان یگانه امپراتور | ۱۲ اوت ۸۷۵ مرگ شوهر                                                                                | ۸۹۶–۹۰۱            | لوئی دوم، پادشاه ایتالیا     |
|       | ریچیلد پروونس ملکه فرانک‌های باختری، امپراتریس     | بیوین ، کنت آردن (بوزونیدها)                                     | ۸۴۵    | ۸۷۰           | ملکه فرانک باختری ۸۷۰                                  | ۲۹ دسامبر ۸۷۵                                                                            | ۵/۶ اکتبر ۸۷۷ مرگ شوهر                                                                             | ۲ ژوئن ۹۱۰         | شارل دوم                     |
|       | ریچاردیس ملکه فرانک‌ها، امپراتریس                  | ارچنگر، کنت نوردگاو (آهالوفینگ‌ها)                                | ج. ۸۴۰ | ۸۶۲           | مختلف                                                  | ۱۲ فوریه ۸۸۱                                                                             | به عنوان ملکه: ۱۱ نوامبر ۸۸۷ انتصاب شوهر به عنوان پادشاه به عنوان امپراتور: ۱۳ ژانویه ۸۸۸ مرگ شوهر | ۱۸ سپتامبر ۸۹۴–۸۹۶ | شارل سوم، پادشاه فرانک خاوری |
|       | آگلترود ملکه ایتالیا، امپراتریس                   | آدلچیس، شاهزاده بنونتو                                           | ?      | قبل از ۸۸۰    | ملکه ایتالیا ۸۸۹                                       | مه ۸۹۱                                                                                   | ۱۲ دسامبر ۸۹۴ مرگ شوهر                                                                             | ۲۷ اوت ۹۲۳         | گویدو سوم اسپولتو            |
|       | اوتا                                              | برنگار یکم نوستریا (کنرادها)                                     | ?      | ۸۸۸           | ۸۸۸                                                    | ۲۲ فوریه ۸۹۶                                                                             | ۸ دسامبر ۸۹۹                                                                                       | ۳۰ نوامبر ۹۰۳      | آرنولف کرنتنی                |
|       | آنا قسطنطنیه                                      | لئو ششم حکیم (مقدونی)                                            | ۸۸۸    | حدود ۹۰۰      | ۹۰۰ در پروونس (بورگوندی پایین) ۱۲ اکتبر ۹۰۰ در ایتالیا | ۱۵/۲۲ فوریه ۹۰۱                                                                          | ۲۱ ژوئیه ۹۰۵ در امپراتوری و ایتالیا ۹۱۲ در پروونس                                                  | ۹۱۲                | لوئی سوم (نابینا)            |
|       | برتیلا از اسپولتو ملکه ایتالیا، امپراتریس         | سوپو دوم ، کنت پارما (سوپونیدها)                                 | ۸۶۰    | ج ۸۸۰         | ملکه ایتالیا ۲۶ دسامبر ۸۸۷ بازگشت شوهر به سلطنت        | ژانویه ۹۱۵                                                                               | قبل از دسامبر ۹۱۵                                                                                  | قبل از دسامبر ۹۱۵  | برنگار یکم ایتالیا           |
|       | آنا از پروونس ملکه ایتالیا، امپراتریس             | لوئی سوم (نابینا)، امپراتور، پادشاه پروونس و ایتالیا (بوزونیدها) | -      | تا دسامبر ۹۱۵ | تا دسامبر ۹۱۵                                          | ۷ آوریل ۹۲۴ مرگ شوهر                                                                     | پس از مه ۹۳۰                                                                                       |                    | برنگار یکم ایتالیا           |
| تصویر | نام                                               | پدر (خاندان)                                                     | تولد   | ازدواج        | تاریخ ملکه شدن                                         | تاریخ امپراتریس شدن                                                                      | لغو مقام                                                                                           | مرگ                | همسر                         |

## امپراتریس‌های مقدس روم/ملکه‌های آلمان
با ارتقای اتوی یکم در سال ۹۶۲ به عنوان امپراتوری، عنوان «شاه/امپراتور روم» به‌طور مسلم با پادشاهی آلمان مرتبط شد - اگرچه پادشاه آلمان ممکن است عنوان امپراتوری را نداشته باشد، اما در نهایت غیرممکن می‌شود تصور کنید که امپراتور مقدس روم، پادشاه آلمان نباشد (دیدگاهی که با برابری پادشاه رومن‌ها با پادشاه آلمان از قرن دوازدهم تقویت شده‌است). بنابراین، زنان زیر، همگی ملکه‌های آلمان و همچنین امپراتریس‌های روم بودند.

### دودمان اتونی
| تصویر | نام                  | پدر (خاندان)                                   | تولد     | ازدواج       | تاریخ ملکه شدن | تاریخ امپراتریس شدن                                                                                             | لغو مقام              | مرگ           | همسر        |
| ----- | -------------------- | ---------------------------------------------- | -------- | ------------ | -------------- | --- | --------------------- | ------------- | ----------- |
|       | آدلاید ایتالیا       | رودلف دوم بورگوندی (ولف)                       | ۹۳۱      | ۹۵۱          | ۹۵۱            | ۲ فوریه ۹۶۲ (تاج گذاری در این تاریخ)                                                                            | ۷ مه ۹۷۳              | ۱۶ دسامبر ۹۹۹ |             |
|       | تئوفانو بیزانس       | کنستانتینوس اسکلروس                            | ۹۶۰      | ۱۴ آوریل ۹۷۲ | ۱۴ آوریل ۹۷۲   | ۱۴ آوریل ۹۷۲ شوهرش به عنوان امپراتور مشترک با پدرش / ۹۷۳ شوهر به عنوان یگانه امپراتور{ تاجگذاری در ۱۴ آوریل ۹۷۲ | ۷ دسامبر ۹۸۳ مرگ شوهر | ۱۵ ژوئن ۹۹۱   | اتوی دوم    |
|       | کونیگونده لوگزامبورگ | زیگفرید، کنت لوکزامبورگ (از دودمان لوکزامبورگ) | حدود ۹۷۵ | حدود ۱۰۰۰    | ۱۷ ژوئن ۱۰۰۲   | ۲۶ آوریل ۱۰۱۴                                                                                                   | ۱۳ ژوئیه ۱۰۲۴         | ۳ مارس ۱۰۳۳   | هاینریش دوم |
| تصویر | نام                  | پدر (خاندان)                                   | تولد     | ازدواج       | تاریخ ملکه شدن | تاریخ امپراتریس شدن                                                                                             | لغو مقام              | مرگ           | همسر        |

### دودمان سالیان
| تصویر                                   | نام                 | پدر (خاندان)                                 | تولد            | ازدواج         | تاریخ ملکه شدن | تاریخ امپراتریس شدن | لغو مقام                | مرگ             | همسر          |
| --------------------------------------- | ------------------- | -------------------------------------------- | --------------- | -------------- | -------------- | ------------------- | ----------------------- | --------------- | ------------- |
|                                         | گیزلای سوابیا       | هرمان دوم، دوک سوابیا (کنرادها)              | ۱۱ نوامبر ۹۹۵   | ۱۰۱۶           | ۸ سپتامبر ۱۰۲۴ | ۲۶ مارس ۱۰۲۷        | ۴ ژوئن ۱۰۳۹ مرگ شوهر    | ۱۴ فوریه ۱۰۴\|  | کنراد دوم     |
|                                         | اگنس دو پوآتو       | ویلیام پنجم، دوک آکیتن (رامنولفیدها)         | ۱۰۲۵            | ۲۱ نوامبر ۱۰۴۳ | ۲۱ نوامبر ۱۰۴۳ | ۲۵ دسامبر ۱۰۴۶      | ۵ اکتبر ۱۰۵۶            | ۱۴ دسامبر ۱۰۷۷  |               |
| Bertha of Savoy, the Holy Roman Empress | برتا ساوی           | اتو، کنت ساوی (دودمان ساوی)                  | ۲۱ سپتامبر ۱۰۵۱ | ۱۳ ژوئیه ۱۰۶۶  | ۱۳ ژوئیه ۱۰۶۶  | ۲۱ مارس ۱۰۸۴        | ۲۷ دسامبر ۱۰۸۷          | ۲۷ دسامبر ۱۰۸۷  | هاینریش چهارم |
|                                         | یوپراکسی کیف        | وسوولود یکم، شاهزاده بزرگ کیف (دودمان روریک) | ۱۰۷۱            | ۱۴ اوت ۱۰۸۹    | ۱۴ اوت ۱۰۸۹    | ۱۴ اوت ۱۰۸۹         | ۳۱ دسامبر ۱۱۰۵ مرگ شوهر | ۲۰ ژوئیه ۱۱۰۹   | هاینریش چهارم |
|                                         | ماتیلدا از انگلستان | هنری یکم انگلستان (دودمان نورماندی)          | ۷ فوریه ۱۱۰۱    | ۷ ژانویه ۱۱۱۴  | ۷ ژانویه ۱۱۱۴  | ۷ ژانویه ۱۱۱۴       | ۲۳ مه ۱۱۲۵              | ۱۰ سپتامبر ۱۱۶۷ | هاینریش پنجم  |
| تصویر                                   | نام                 | پدر (خاندان)                                 | تولد            | ازدواج         | تاریخ ملکه شدن | تاریخ امپراتریس شدن | لغو مقام                | مرگ             | همسر          |

### خاندان زوپلینگنبورگ
| تصویر | نام            | پدر (خاندان)             | تولد         | ازدواج    | تاریخ ملکه شدن | تاریخ امپراتریس شدن | لغو مقام      | مرگ          | همسر      |
| ----- | -------------- | ------------------------ | ------------ | --------- | -------------- | ------------------- | ------------- | ------------ | --------- |
|       | ریچنزا نورتایم | هنری چاق، مارگراف فریسیا | حدود ۱۰۸۷–۸۹ | حدود ۱۱۰۰ | ۳۰ اوت ۱۱۲۵    | ۴ ژوئن ۱۱۳۳         | ۴ دسامبر ۱۱۳۷ | ۱۰ ژوئن ۱۱۴۱ | لوتار سوم |
| تصویر | نام            | پدر (خاندان)             | تولد         | ازدواج    | تاریخ ملکه شدن | تاریخ امپراتریس شدن | لغو مقام      | مرگ          | همسر      |

### خاندان اشتاوفر
| تصویر | نام                  | پدر (خاندان)                      | تولد | ازدواج         | تاریخ ملکه شدن | تاریخ امپراتریس شدن | لغو مقام        | مرگ            | همسر        |
| ----- | -------------------- | --------------------------------- | ---- | -------------- | -------------- | ------------------- | --------------- | -------------- | ----------- |
|       | بئاتریس بورگوندی     | رنود سوم، کنت بورگوندی            | ۱۱۴۳ | ۹ ژوئن ۱۱۵۶    | ۹ ژوئن ۱۱۵۶    | ۹ ژوئن ۱۱۵۶         | ۱۵ نوامبر ۱۱۸۴  | ۱۵ نوامبر ۱۱۸۴ | فریدریش یکم |
|       | کوستانزا، ملکه سیسیل | روجرو دوم، پادشاه سیسیل (هووتویل) | ۱۱۵۴ | ۲۷ ژانویه ۱۱۸۶ | ۲۷ ژانویه ۱۱۸۶ | ۱۴ آوریل ۱۱۹۱       | ۲۸ سپتامبر ۱۱۹۷ | ۲۷ نوامبر ۱۱۹۸ | هاینریش ششم |
| تصویر | نام                  | پدر (خاندان)                      | تولد | ازدواج         | تاریخ ملکه شدن | تاریخ امپراتریس شدن | لغو مقام        | مرگ            | همسر        |

### خاندان ولف
| تصویر | نام           | پدر (خاندان)                  | تولد      | ازدواج            | تاریخ ملکه شدن    | تاریخ امپراتریس شدن | لغو مقام                  | مرگ     | همسر       |
| ----- | ------------- | ----------------------------- | --------- | ----------------- | ----------------- | ------------------- | ------------------------- | ------- | ---------- |
|       | بئاتریس سوآبی | فیلیپ، پادشاه آلمان (اشتاوفر) | ۱۱۹۸      | ۱۲۰۹ یا ۱۲۱۲      | ۱۲۰۹ یا ۱۲۱۲      | ۱۲۰۹ یا ۱۲۱۲        | ۱۲۱۲                      | ۱۲۱۲    | اتوی چهارم |
|       | ماری برابانت  | آنری یکم، دوک برابانت         | حدود ۱۱۹۰ | بعد از ۱۹ مه ۱۲۱۴ | بعد از ۱۹ مه ۱۲۱۴ | بعد از ۱۹ مه ۱۲۱۴   | ۵ ژوئیه ۱۲۱۵ برکناری شوهر | مه ۱۲۶۰ | اتوی چهارم |
| تصویر | نام           | پدر (خاندان)                  | تولد      | ازدواج            | تاریخ ملکه شدن    | تاریخ امپراتریس شدن | لغو مقام                  | مرگ     | همسر       |

### خاندان اشتاوفر
| تصویر | نام               | پدر (خاندان)                | تولد | ازدواج           | تاریخ ملکه شدن                                                                        | تاریخ امپراتریس شدن | لغو مقام      | مرگ           | همسر        |      |
| ----- | ----------------- | --------------------------- | ---- | ---------------- | ------------------------------------------------------------------------------------- | ------------------- | ------------- | ------------- | ----------- | ---- |
|       | کنستانس آراگون    | آلفونسوی دوم، پادشاه آراگون | ۱۱۷۹ | ۵ اوت ۱۲۰۹       | ۱۲۱۱–۱۲۱۲ شوهر به عنوان پادشاه در مخالفت/ ۵ ژوئیه ۱۲۱۵ شوهر به عنوان پادشاه در مخالفت | ۲۲ نوامبر ۱۲۲۰      | ۲۳ آوریل ۱۲۲۰ | ۲۳ آوریل ۱۲۲۰ | فریدریش دوم |      |
|       | یولاند برین       | جان برین، پادشاه اورشلیم    | ۱۲۱۲ | ۹ نوامبر ۱۲۲۵    | ۹ نوامبر ۱۲۲۵                                                                         | ۹ نوامبر ۱۲۲۵       | ۲۵ آوریل ۱۲۲۸ | ۲۵ آوریل ۱۲۲۸ | فریدریش دوم |      |
|       | ایزابلای انگلستان | جان، پادشاه انگلستان        | ۱۲۱۴ | ۱۵/۲۰ ژوئیه ۱۲۳۵ | ۱۵/۲۰ ژوئیه ۱۲۳۵                                                                      | ۱۵/۲۰ ژوئیه ۱۲۳۵    | ۱ دسامبر ۱۲۴۱ | ۱ دسامبر ۱۲۴۱ | فریدریش دوم |      |
| تصویر | نام               | پدر (خاندان)                | تولد | ازدواج           | تاریخ ملکه شدن                                                                        | تاریخ امپراتریس شدن | لغو مقام      | مرگ           | فریدریش دوم | همسر |

### خاندان ویتلسباخ
| تصویر | نام                     | پدر (خاندان)          | تولد | ازدواج        | تاریخ ملکه شدن | تاریخ امپراتریس شدن | لغو مقام      | مرگ         | همسر |
| ----- | ----------------------- | --------------------- | ---- | ------------- | -------------- | ------------------- | ------------- | ----------- | ---- |
|       | مارگارت دوم، کنتس هاینو | ویلیام یکم، کنت هاینو | ۱۳۱۱ | ۲۶ فوریه ۱۳۲۴ | ۲۶ فوریه ۱۳۲۴  | ژانویه ۱۳۲۸         | ۱۱ اکتبر ۱۳۴۷ | ۲ ژوئن ۱۳۵۶ |      |
| تصویر | نام                     | پدر (خاندان)          | تولد | ازدواج        | تاریخ ملکه شدن | تاریخ امپراتریس شدن | لغو مقام      | مرگ         | همسر |

### خاندان لوکزامبورگ
| تصویر | نام               | پدر (خاندان)                | تولد         | ازدواج     | تاریخ ملکه شدن                 | تاریخ امپراتریس شدن            | لغو مقام                | مرگ           | همسر                         |
| ----- | ----------------- | --------------------------- | ------------ | ---------- | ------------------------------ | ------------------------------ | ----------------------- | ------------- | ---------------------------- |
|       | آنا فون شوایدنیتس | هاینریش دوم، دوک شویدنگنسا  | حدود ۱۳۳۹    | ۲۷ مه ۱۳۵۳ | ۲۷ مه ۱۳۵۳                     | ۵ آوریل ۱۳۵۵ تاج گذاری با شوهر | ۱۱ ژوئیه ۱۳۶۲           | ۱۱ ژوئیه ۱۳۶۲ |                              |
|       | الیزابت پومرانیا  | بوگیسلاو پنجم، دوک پومرانیا | ۱۳۴۷         | ۲۱ مه ۱۳۶۳ | ۲۱ مه ۱۳۶۳                     | ۱ نوامبر ۱۳۶۸ تاج گذاری        | ۲۹ نوامبر ۱۳۷۸ مرگ شوهر | ۱۴ فوریه ۱۳۹۳ |                              |
|       | باربارای سلیه     | هرمان دوم (کنت سلیه)        | ۱۳۹۰ تا ۱۳۹۵ | ۱۴۰۸       | ۲۱ ژوئیه ۱۴۱۱ برگزیده شدن شوهر | ۳۱ مه ۱۴۳۳\| تاجگذاری شوهر     | ۹ دسامبر ۱۴۳۷ مرگ شوهر  | ۱۱ ژوئیه ۱۴۵۱ | زیگیسمونت، امپراتور مقدس روم |
| تصویر | نام               | پدر (خاندان)                | تولد         | ازدواج     | تاریخ ملکه شدن                 | تاریخ امپراتریس شدن            | لغو مقام                | مرگ           | همسر                         |

### خاندان هابسبورگ
| تصویر | نام                                  | پدر (خاندان)                                | تولد                       | ازدواج          | تاریخ ملکه شدن                                 | تاریخ امپراتریس شدن                           | لغو مقام               | مرگ            | همسر                               |
| ----- | ------------------------------------ | ------------------------------------------- | -------------------------- | --------------- | ---------------------------------------------- | --------------------------------------------- | ---------------------- | -------------- | ---------------------------------- |
|       | الینور پرتغال                        | دوارته یکم، پادشاه پرتغال (اویش)            | ۱۸ سپتامبر ۱۴۳۴            | ۱۶ مارس ۱۴۵۲    | ۱۶ مارس ۱۴۵۲                                   | ۱۹ مارس ۱۴۵۲ برگزیده شدن شوهر                 | ۳ سپتامبر ۱۴۶۷         | ۳ سپتامبر ۱۴۶۷ | فریدریش سوم، امپراتور مقدس روم     |
|       | بیانکا ماریا میلان                   | گالیاتزو ماریا اسفورزا، دوک میلان (اسفورزا) | ۵ آوریل ۱۴۷۲               | ۱۶ مارس ۱۴۹۴    | ۱۶ مارس ۱۴۹۴                                   | ۴ فوریه ۱۵۰۸ شوهرش «امپراتور منتخب» اعلام شد" | ۳۱ دسامبر ۱۵۱۰         | ۳۱ دسامبر ۱۵۱۰ | ماکسیمیلیان یکم، امپراتور مقدس روم |
|       | ایزابلای پرتغال                      | مانوئل یکم، پادشاه پرتغال (اویش)            | ۲۳ اکتبر ۱۵۰۳              | ۱۰ مارس ۱۵۲۶    | ۱۰ مارس ۱۵۲۶                                   | ۲۴ فوریه ۱۵۳۰ تاجگذاری همراه با شوهر          | ۱ مه ۱۵۳۹              | ۱ مه ۱۵۳۹      | کارل پنجم، امپراتور مقدس روم       |
|       | ماریای آستوریاس                      | امپراتور کارل پنجم (هابسبورگ)               | ۲۱ ژوئن ۱۵۲۸               | ۱۳ سپتامبر ۱۵۴۸ | نوامبر ۱۵۶۲ برگزیده شدن شوهر به عنوان امپراتور | ۲۵ ژوئیه ۱۵۶۴ ارتقای شوهر به مقام امپراتور    | ۱۲ اکتبر ۱۵۷۶ مرگ شوهر | ۲۶ فوریه ۱۶۰۳  | ماکسیمیلیان دوم، امپراتور مقدس روم |
|       | آنا اتریش                            | فردیناند دوم، دوک اتریش (هابسبورگ)          | ۴ اکتبر ۱۵۸۵               | ۴ دسامبر ۱۶۱۱   | ۱۶۱۲ برگزیده شدن شوهر                          | ۱۶۱۲ برگزیده شدن شوهر                         | ۱۴ دسامبر ۱۶۱۸         | ۱۴ دسامبر ۱۶۱۸ | ماتیاس، امپراتور مقدس روم          |
|       | الینور مانتوا                        | وینچنزو یکم، دوک مانتوا (گونزاگا)           | ۲۳ سپتامبر (۲۳ فوریه) ۱۵۹۸ | ۴ فوریه ۱۶۲۲    | ۴ فوریه ۱۶۲۲                                   | ۴ فوریه ۱۶۲۲                                  | ۱۵ فوریه ۱۶۳۷ مرگ شوهر | ۲۷ ژوئن ۱۶۵۵   | فردیناند دوم، امپراتور مقدس روم    |
|       | ماریا آنا اسپانیا                    | فلیپه سوم، پادشاه اسپانیا (هابسبورگ)        | ۱۸ اوت ۱۶۰۶                | ۲۰ فوریه ۱۶۳۱   | ۲۲ دسامبر ۱۶۳۶ برگزیده شدن شوهر                | ۱۵ فوریه ۱۶۳۷ ارتقا شوهر                      | ۱۳ مه ۱۶۴۶             | ۱۳ مه ۱۶۴۶     | فردیناند سوم، امپراتور مقدس روم    |
|       | ماریا لئوپولدین اتریش                | لئوپولد پنجم، آرشیدوک اتریش (هابسبورگ)      | ۶ آوریل ۱۶۳۲               | ۲ ژوئیه ۱۶۴۸    | ۲ ژوئیه ۱۶۴۸                                   | ۲ ژوئیه ۱۶۴۸                                  | ۷ اوت ۱۶۴۹             | ۷ اوت ۱۶۴۹     | فردیناند سوم، امپراتور مقدس روم    |
|       | الینور مانتوا                        | کارل دوم، دوک مانتوا (گونزاگا)              | ۱۸ نوامبر ۱۶۳۰             | ۳۰ آوریل ۱۶۵۱   | ۳۰ آوریل ۱۶۵۱                                  | ۳۰ آوریل ۱۶۵۱                                 | ۲ آوریل ۱۶۵۷ مرگ شوهر  | ۶ دسامبر ۱۶۸۶  | فردیناند سوم، امپراتور مقدس روم    |
|       | مارگارت ترزا اسپانیا                 | فلیپه چهارم، پادشاه اسپانیا (هابسبورگ)      | ۱۲ ژوئیه ۱۶۵۱              | ۱۲ دسامبر ۱۶۶۶  | ۱۲ دسامبر ۱۶۶۶                                 | ۱۲ دسامبر ۱۶۶۶                                | ۱۲ مارس ۱۶۷۳           | ۱۲ مارس ۱۶۷۳   | لئوپولد یکم، امپراتور مقدس روم     |
|       | کلودیا فلیسیتاس اتریش                | فردیناند کارل، آرشیدوک اتریش (هابسبورگ)     | ۳۰ مه ۱۶۵۳                 | ۱۵ اکتبر ۱۶۷۳   | ۱۵ اکتبر ۱۶۷۳                                  | ۱۵ اکتبر ۱۶۷۳                                 | ۸ آوریل ۱۶۷۶           | ۸ آوریل ۱۶۷۶   | لئوپولد یکم، امپراتور مقدس روم     |
|       | الینور ماگدالنا نئوبورگ              | فیلیپ ویلهلم، انتخابگر پفالتس (ویتلسباخ)    | ۶ ژانویه ۱۶۵۵              | ۱۴ دسامبر ۱۶۷۶  | ۱۴ دسامبر ۱۶۷۶                                 | ۱۴ دسامبر ۱۶۷۶                                | ۵ مه ۱۷۰۵ مرگ شوهر     | ۱۹ ژانویه ۱۷۲۰ | لئوپولد یکم، امپراتور مقدس روم     |
|       | ویلهلمینا آمالیا برونشویک            | یان فریدریش، دوک کالینبورگ (ولف)            | ۲۱ آوریل ۱۶۷۳              | ۲۴ فوریه ۱۶۹۹   | ۲۴ فوریه ۱۶۹۹                                  | ۵ مه ۱۷۰۵ ارتقا شوهر به عنوان امپراتوری       | ۱۷ آوریل ۱۷۱۱ مرگ شوهر | ۱۰ آوریل ۱۷۴۲  | یوزف یکم، امپراتور مقدس روم        |
|       | الیزابت کریستین از برانشویک-ولفنبوتل | لودویگ رودولف برانشویک-ولفنبوتل (ولف)       | ۲۸ اوت (۲۸ سپتامبر) ۱۶۹۱   | ۱ اوت ۱۷۰۸      | دسامبر ۱۷۱۱ برگزیده شدن شوهر                   | دسامبر ۱۷۱۱ برگزیده شدن شوهر                  | ۲۰ اکتبر ۱۷۴۰ مرگ شوهر | ۲۱ دسامبر ۱۷۵۰ | کارل ششم                           |
| تصویر | نام                                  | پدر (خاندان)                                | تولد                       | ازدواج          | تاریخ ملکه شدن                                 | تاریخ امپراتریس شدن                           | لغو مقام               | مرگ            | همسر                               |

### خاندان ویتلسباخ
| تصویر | نام               | پدر (خاندان)                           | تولد          | ازدواج       | تاریخ ملکه شدن                  | تاریخ امپراتریس شدن             | لغو مقام                | مرگ            | همسر      |
| ----- | ----------------- | -------------------------------------- | ------------- | ------------ | ------------------------------- | ------------------------------- | ----------------------- | -------------- | --------- |
|       | ماریا املیا اتریش | یوزف یکم، امپراتور مقدس روم (هابسبورگ) | ۲۲ اکتبر ۱۷۰۱ | ۵ اکتبر ۱۷۲۲ | ۲۴ ژانویه ۱۷۴۲ برگزیده شدن شوهر | ۲۴ ژانویه ۱۷۴۲ برگزیده شدن شوهر | ۲۰ ژانویه ۱۷۴۵ مرگ شوهر | ۱۱ دسامبر ۱۷۵۶ | کارل هفتم |
| تصویر | نام               | پدر (خاندان)                           | تولد          | ازدواج       | تاریخ ملکه شدن                  | تاریخ امپراتریس شدن             | لغو مقام                | مرگ            | همسر      |

### خاندان لورن
| تصویر | نام               | پدر (خاندان)                           | تولد       | ازدواج        | تاریخ ملکه شدن              | تاریخ امپراتریس شدن         | لغو مقام             | مرگ            | همسر       |
| ----- | ----------------- | -------------------------------------- | ---------- | ------------- | --------------------------- | --------------------------- | -------------------- | -------------- | ---------- |
|       | ماریا ترزای اتریش | کارل ششم، امپراتور مقدس روم (هابسبورگ) | ۱۳ مه ۱۷۱۷ | ۱۲ فوریه ۱۷۳۶ | ۱۳ سپتامبر ۱۷۴۵ انتخاب شوهر | ۱۳ سپتامبر ۱۷۴۵ انتخاب شوهر | ۱۸ اوت ۱۷۶۵ مرگ شوهر | ۲۹ نوامبر ۱۷۸۰ | فرانتس یکم |
| تصویر | نام               | پدر (خاندان)                           | تولد       | ازدواج        | تاریخ ملکه شدن              | تاریخ امپراتریس شدن         | لغو مقام             | مرگ            | همسر       |

### دودمان هابسبورگ-لورن
| تصویر | نام                  | پدر (خاندان)                           | تولد           | ازدواج         | تاریخ ملکه شدن                                     | تاریخ امپراتریس شدن                                | لغو مقام                                   | مرگ           | همسر                           |
| ----- | -------------------- | -------------------------------------- | -------------- | -------------- | -------------------------------------------------- | -------------------------------------------------- | ------------------------------------------ | ------------- | ------------------------------ |
|       | ماریا یوزف بایرن     | کارل هفتم امپراتور مقدس روم (ویتلسباخ) | ۳۰ مارس ۱۷۳۹   | ۲۳ ژانویه ۱۷۶۵ | ۲۳ ژانویه ۱۷۶۵                                     | ۱۸ اوت ۱۷۶۵ ارتقا شوهر به عنوان امپراتور           | ۲۸ مه ۱۷۶۷                                 | ۲۸ مه ۱۷۶۷    | یوزف دوم، امپراتور مقدس روم    |
|       | ماریا لوئیزا اسپانیا | کارلوس سوم پادشاه اسپانیا (بوربون)     | ۲۴ نوامبر ۱۷۴۵ | ۵ اوت ۱۷۶۵     | ۳۰ سپتامبر ۱۷۹۰ برگزیده شدن شوهر به عنوان امپراتور | ۳۰ سپتامبر ۱۷۹۰ برگزیده شدن شوهر به عنوان امپراتور | ۱ مارس ۱۷۹۲ مرگ شوهر                       | ۱۵ مه ۱۷۹۲    | لئوپولد دوم، امپراتور مقدس روم |
|       | ماریا ترزای سیسیل    | فردیناند یکم دو سیسیل (بوربون)         | ۶ ژوئن ۱۷۷۲    | ۱۵ اوت ۱۷۹۰    | ۵ ژوئیه ۱۷۹۲ برگزیده شدن شوهر به عنوان امپراتور    | ۵ ژوئیه ۱۷۹۲ برگزیده شدن شوهر به عنوان امپراتور    | ۶ اوت ۱۸۰۶ کناره‌گیری شوهر از مقام امپراتور | ۱۳ آوریل ۱۸۰۷ | فرانتس دوم، امپراتور مقدس روم  |
| تصویر | نام                  | پدر (خاندان)                           | تولد           | ازدواج         | تاریخ ملکه شدن                                     | تاریخ امپراتریس شدن                                | لغو مقام                                   | مرگ           | همسر                           |